# سد مارینا
سد مارینا (به لاتین: Marina Barrage) یک سد و جاذبه‌های گردشگری در سنگاپور است که در Marina South واقع شده‌است.